# U2 (潜水艦)
U2はドイツ帝国海軍がかつて運用した潜水艦。
U1に次いで建造された潜水艦で、同型艦はない。U1と比較して大型で航続力、兵装共に強化されている。1907年に建造開始、1908年に就役。第一次世界大戦時は現役であったものの、旧式艦であったため練習艦として用いられ、戦果戦歴はない。1919年に解体。

## 主要諸元
- 全長:45.42m
- 全幅:5.50m
- 喫水:3.05m
- 排水量(水上/水中):341t/430t
- 速度(水上/水中):13.2kt/9.0kt
- 水上航続距離:1,600海里/13.0kt
- 水中航続距離:50海里/5.0kt
- 兵装:45cm魚雷発射管×4 (艦首×2、艦尾×2)(魚雷×6)
- 乗員:22名